# Llengües tacanes
Les llengües tacanes o llengües tacana són una família de llengües indígenes d'Amèrica de quatre o cinc llengües oriündes de la selva amazònica esteses per la conca del riu Beni i el seu tributari el riu Madre de Dios, territori corresponent al nord-oest de Bolívia, i a la província de Tambopata (Perú).

## Classificació
En l'actualitat sobreviuen quatre o cinc llengües tacanes. Encara que Loukotka (1968:175-6) i Girard (1971:20) esmenten algunes llengües tacanes més actualment extintes. La unitat filogenètica que formen les llengües tacanes va ser reconeguda precoçment per Brinton (1891-92). Chamberlain (1913) va classificar aquestes llengües i més tard van ser tractades en els treballs de Rivet (1921-3), Schmidt (1926) i Manson (1950).
Actualment es considera que les llengües tacanes formen, juntament amb les llengües pano, part de la família pano-tacana. Schuller (1933) va ser el primer que va suggerir que les llengües tacana estaven emparentades amb les llengües pano. Aquesta hipòtesi va ser investigada per Key (1968, 1979) que va provar l'existència de correspondències fonètiques entre els dos grups de llengües. Girard (1971) va reconstruir 116 formes lèxiques per al proto-pano-tacano sobre la base d'aquestes correspondències, encara que queda molta feina per fer amb respecte la comparació i reconstrucció gramatical.

### Llengües de la família
Les llengües tacanes ben documentades, no ofereix problemes i existeix un alt consens en l'agrupació interna de les llengües de la família:
- Ese ejja (també conegut com, Ese’eha, Tiatinagua, Chama, Huarayo, Guacanawa, Chuncho, Eseʼexa, Tatinawa, Ese exa)
- Araona-Tacana
  - Araona (o Carina, Cavina)
  - Cavineña-Tacana
    - Cavineño (o Kavinenya)
    - Tacana pròpiament dit
      - Tacana (o Tupamasa, Takana)
      - Reyesano (o San Borjano, Maropa)
      - Toromona (†)

El projecta comparatiu Automated Similarity Judgment Program, basat en la similitud lèxica mesura a partir de la distància de Levenshtein en parells de paraules de la llista de Swadesh estableix un arbre cladístic coincident amb la proposta de classificació anterior:
|  | Araona                                              |
|  |                                                     |
|  | \| \| Cavineño \| \| \| \| \| \| Tacana \| \| \| \| |
|  |                                                     |
|  | Cavineño                                            |
|  |                                                     |
|  | Tacana                                              |
|  |                                                     |

|  | Cavineño |
|  |          |
|  | Tacana   |
|  |          |

|  | Araona                                              |
|  |                                                     |
|  | \| \| Cavineño \| \| \| \| \| \| Tacana \| \| \| \| |
|  |                                                     |
|  | Cavineño                                            |
|  |                                                     |
|  | Tacana                                              |
|  |                                                     |

|  | Cavineño |
|  |          |
|  | Tacana   |
|  |          |

## Descripció lingüística

### Fonologia
L'inventari consonàntic reconstruït per al proto-tacana és:
|           |           | bilabial | alveolar | ???    | palatal | velar |
| --------- | --------- | -------- | -------- | ------ | ------- | ----- |
| oclusiva  | sorda     | *p       | *t       |        |         | *k    |
| oclusiva  | sonora    | *b       | *d       |        |         |       |
| africada  | africada  |          | *c       | *ć     | *č      |       |
| fricativa | fricativa |          | *s       | *ś     | *š      | *x    |
| nasal     | nasal     | *m       | *n       |        |         |       |
| líquida   | líquida   |          | *r, *ŕ   | *r, *ŕ |         |       |
| semivocal | semivocal |          |          |        | *y      | *w    |

El detall fonètic dels fonemes reconstruïts /*ć,*ś,*ŕ/ no és del tot conegut, la seva presència en proto-tacana es conjectura pel fet que donen lloc a correspondències fonètiques regulars diferents de les de /*c,*s,*r/ pel que presumiblement haurien estat fonemes diferents i no al·lòfons d'aquests últims. És possible que /*r/ o /*ŕ/ correspongui en realitat a una lateral /l/, encara que atès que el reflex de totes dues en diferents llengües tacanes és [l] o [ɾ], no permet identificar de manera segura el valor fonètic en proto-tacana.
Quant a les vocals, l'inventari hauria constat de quatre unitats:
|         | Anterior | Central | Posterior |
| ------- | -------- | ------- | --------- |
| Tancada | *i       |         | *o        |
| Mitjana | *e       |         | *o        |
| Oberta  |          | *a      | *a        |

### Gramàtica
Les llengües takana usen marcatge de nucli contendencia al fet que el nucli sintàctic aparegui en posició final, fet que es reflecteix en què usin posposicions i tinguin com a ordre bàsic SOV. No posseeixen gènere gramatical, classificadors semàntics ni classes nominals.
Les llengües takanas tenen elements que podrien considerés com verbs auxiliars i posseeixen sufixos i prefixos que canvien la valència del vebo, que poden considerar-se com veus diferents.
En Takana i Cavineña marquen amb cas morfosintàctic concorde a la funció dels noms. En altres llengües com en Aquest Eja o en Araona les marques de cas es restringeixen als pronoms. Algunes llengües Takana mostren un alineament morfosintàctic de tipus ergatiu. A més el tipus d'ergativitat que es presenta és de tipus escindit, estant condicionat l'aparició del patró ergatiu segons: (a) la semàntica dels noms, (b) el manera gramatical i la polaritat i (c) si el nom apareix en una oració subordinada o en una principal. La marca d'ergatiu -ra és obligatòria en l'agent animat d'una oració transitiva en veu directa, encara que pot ser omesa en pronoms. Això si il·lustra en (1a) i (1b):
(1a) Tuɟa ya-ʦe waka kʷana ba-ʦa-ʧine umada
Així 1a.DL-ABS vaca PL-ABS veure-venir.OBJ-PAS moltes
'Nosaltres dos vam veure moltes vaques venint'
(1b) A-ya ya-ʦe iyakʷa waka-ra
fer-PRES 1a.DL-ABS ara vaca-ERG
'Les vaques ens aconseguiran ara'
En (1a) la forma yaʦe 'nosaltres dues' i l'objecte directe waka 'vaca(s)' estan en cas absolutivo, mentre que en (1b) l'agent no-pronominal wakara 'vaca(s)' està en cas ergatiu.
La marca d'ergatiu és obligatòria en els pronoms en oracions negatives (polaritat negativa)

### Comparació lèxica
Els numerals de l'1 al 4 són:
| GLOSA | Subgrup A  | Subgrup A | Subgrup A | Subgrup B       | Subgrup B | PROTO- TACANA |
| GLOSA | Araona     | Takana    | Cavineña  | Ese ejja        | Huarayo   | PROTO- TACANA |
| ----- | ---------- | --------- | --------- | --------------- | --------- | ------------- |
| '1'   | peada      | pia-da    | pea-ɟa    | oɪ              | owi       | *pea-da       |
| '2'   | beta       | beta      | beta      | ɓeka            | beka      | *beta         |
| '3'   | beta peada | (kimiša)  | (kimiɕa)  | pea-ɓeka-pee    | bahipiep  |               |
| '4'   | beta beta  | (puši)    | (pʊɕi)    | e-ɓeka-ɓeka-pea |           |               |
Els termes entre parèntesis són préstecs del aimara.
Quant al vocabulari comú també existeix gran similitud de formes:
| GLOSA     | Cavineña | Takana  | Ese ejja  | Araona  | PROTO- TACANA |
| --------- | -------- | ------- | --------- | ------- | ------------- |
| aixdlla   | iñokʷiha | enokiďi | e-nakʷiši | nokʷizi | *e-nokići     |
| barba     | kʷesa    | kʷeða   | ekʷesa    | kʷesa   | *(e-)kesa     |
| braç      | ebi      | ebai    | ___       | ebai    | *e-bai        |
| llavi     | ___      | ekeke   | ___       | kʷekʷe  | *(e-)keke     |
| ull       | yatoka   | etoa    | ekoxa     | etoa    | *(e-)to-xa    |
| orella    | ihaka    | eiďaha  | ešaka     | eizaha  | *(e-)ića-xa   |
| pit       | ___      | ecedo   | eseʔo     | cedo    | *(e-)cedo     |
| peu       | ewači    | ewaci   | ewasi     | waci    | *(e-)wači     |
| sang      | maša     | maša    | ___       | maša    | *maša         |
| home      | deka     | deha    | ɗexa      | dea     | *dexa         |
| gat       | miši     | miši    | miči      | misi    |               |
| papallona | hababa   | sababa  | ___       | hababai | *śababa       |
| rat penat | bina     | bina    | biña      | biña    | *bina         |
| piranya   | make     | mahe    | ___       | maece   | *maxe         |
| branca    | ya(ʔ)a   | eča     | eyaa      | eša     | *eya          |
| xili      | biho     | biďo    | ɓišo      | bizo    | *bićo         |
| dacsa     | ihike    | ďihe    | šixe      | zia     | *ćike         |
| menjar    | etemiki  | etemihi | ___       | temi    | *e-temi-xi    |
| cuinar    | hina-    | sina-   | sina-     | hiña-   | *śina         |
| llenya    | kʷa-ti   | kʷa-ti  | kʷa-ti    | ___     | *ka-ti        |
| roba      | ona      | ___     | haiyona   | ona     | *ona          |
| casa      | etare    | ete     | eʔki      | etae    | *e-taŕe       |
| flauta    | mori     | moi     | ___       | moi     | *moŕi         |
| núvol     | ___      | boðo    | ɓo        | boso    | *bo           |
| aigua     | ena      | ena     | ena       | ena     | *ena          |
| matar     | iye-     | ičewana | ___       | iše     | *iye-         |
| cridar    | iwara-   | iwa-    | ___       | iwa-    | *iwaŕa        |
| negre     | seweda   | ðeβena  | kea-tewe  | sewa    | *sewe         |
| blau/verd | sawada   | ðewane  | e-tawe    | asawili | *sawa         |